# Cái Nước (huyện)
Cái Nước là một huyện cũ nằm ở trung tâm của tỉnh Cà Mau, Việt Nam.

## Địa lý

### Vị trí địa lý
Huyện Cái Nước nằm ở trung tâm của tỉnh Cà Mau, nằm cách thành phố Cà Mau khoảng 30 km về phía tây nam theo Quốc lộ 1, có vị trí địa lý:
- Phía đông giáp thành phố Cà Mau và huyện Đầm Dơi
- Phía tây giáp huyện Phú Tân
- Phía nam giáp huyện Năm Căn
- Phía bắc giáp huyện Trần Văn Thời.

Huyện Cái Nước kết nối thành phố Cà Mau với các huyện phía nam, thuộc vùng kinh tế nội địa của tỉnh (là huyện duy nhất không giáp biển).

### Điều kiện tự nhiên

#### Khí hậu
Khí hậu thời tiết huyện Cái Nước được phân làm 2 mùa rõ rệt: mùa mưa từ tháng 5 đến tháng 11, mùa khô từ tháng 12 đến tháng 4 năm sau, mang đặc trưng khí hậu nhiệt đới gió mùa cận xích đạo, có nhiệt độ cao quanh năm, nhiệt độ trung bình 26,9 °C. Nhiệt độ trung bình cao nhất trong năm là vào tháng 4 khoảng 27,6 °C, nhiệt độ trung bình thấp nhất vào tháng Giêng khoảng 25 °C.
Thủy văn: Địa bàn huyện Cái Nước chịu tác động của cả chế độ:
- Thủy triều Biển Đông truyền vào qua sông Gành Hào, sông Bảy Háp, kênh Tắc Năm Căn,...
- Thủy triều Vịnh Thái Lan truyền vào theo cửa sông Bảy Háp, cửa Mỹ Bình,...

Biên độ triều các sông chịu ảnh hưởng triều biển Đông lớn hơn biên độ triều Vịnh Thái Lan, vì vậy biên độ triều trên các sông có xu hướng giảm dần từ Tây sang Đông. Độ mặn nước sông biến đổi theo mùa, mùa khô nước các sông có độ mặn cao hơn và mùa mưa độ mặn nước sông giảm đi.

## Hành chính

Bản đồ hành chính huyện Cái Nước